# Hilary/Denny
Hilary/Denny è il quarantunesimo singolo discografico della cantante italiana Cristina D'Avena pubblicato nel 1988 e distribuito da C.G.D. Messaggerie Musicali S.p.A.

## I brani
Hilary è una canzone scritta da Alessandra Valeri Manera su musica e arrangiamento di Ninni Carucci. La canzone è stata utilizzata come sigla italiana per l'anime La leggenda di Hikari. La canzone è stata anche adattata in lingua francese nel 1989 con il titolo Cynthia ou le rythme de la vie, in lingua spagnola nel 1991 con il titolo Piruetas e infine nel 1993 in lingua tedesca, con il titolo Die kleinen Superstars.
Sul 45 giri francese è stata pubblicata anche la versione strumentale la quale però, tra le prime due strofe, presenta circa 10 secondi di musica in più (e con una linea melodica diversa), assenti invece in tutte le versioni vocali pubblicate.
Sul lato B del disco viene pubblicata Denny, scritta sempre dagli stessi autori, canzone che venne utilizzata come sigla italiana per la serie animata omonima. Nel 1988 la canzone è stata adattata in francese con il titolo Vas-y Julie, per la serie animata conosciuta in Italia come Juny peperina inventatutto.
Il 45 giri toccò la quarantacinquesima posizione in classifica.

## Tracce
- LP: FM 13190

Lato A
1. Hilary – 3:01 (testo: Alessandra Valeri Manera – musica: Ninni Carucci; edizioni musicali Canale 5 Music[6])

Lato B
1. Denny – 3:15 (testo: Alessandra Valeri Manera – musica: Ninni Carucci; edizioni musicali Canale 5 Music[6])

## Produzione
- Alessandra Valeri Manera – Produzione artistica e discografica
- Direzione Creativa e Coordinamento Immagine Mediaset – Grafica

## Produzione e formazione dei brani
- Carmelo Carucci – arrangiamento, tastiere
- Piero Cairo – sintetizzatore
- Giorgio Cocilovo – chitarre
- Paolo Donnarumma – basso
- Flaviano Cuffari – batteria[7]
- Lele Melotti – batteria[8]
- Claudio Pascoli – sassofono
- I Piccoli Cantori di Milano– cori
- Niny Comolli – Direzione cori
- Laura Marcora – Direzione cori

La voce aggiuntiva all'interno di Denny è di Paolo Torrisi.

## Pubblicazioni all'interno di album e raccolte
Hilary e Denny sono state pubblicate in alcuni album e raccolte della cantante:
| Anno | Album                                                            | Titolo | Versione                                            |
| ---- | ---------------------------------------------------------------- | ------ | --------------------------------------------------- |
| 1988 | Cristina D'Avena e i tuoi amici in TV 2                          | Hilary | Versione originale                                  |
| 1988 | Cristina D'Avena e i tuoi amici in TV 2                          | Denny  | Versione originale                                  |
| 1988 | Fivelandia 6 – Le più belle sigle originali dei tuoi amici in TV | Hilary | Versione originale                                  |
| 1988 | Fivelandia TV 2                                                  | Hilary | Videoclip utilizzato per la trasmissione televisiva |
| 1988 | Fivelandia TV 2                                                  | Denny  | Videoclip utilizzato per la trasmissione televisiva |
| 1989 | Fivelandia 7                                                     | Hilary | Versione originale                                  |
| 1989 | Fivelandia 7                                                     | Denny  | Versione originale                                  |
| 1990 | Cristina D'Avena e i tuoi amici in TV 4                          | Denny  | Versione originale                                  |
| 1991 | Cristina D'Avena e i tuoi amici in TV 5                          | Denny  | Versione originale                                  |
| 1993 | Cristina D'Avena e i tuoi amici in TV 6                          | Hilary | Versione originale                                  |
| 1997 | Un mondo di amici                                                | Denny  | Versione originale                                  |
| 1999 | Siamo tutti campioni                                             | Hilary | Versione originale                                  |
| 2006 | Fivelandia 5 & 6                                                 | Hilary | Versione originale                                  |
| 2006 | Fivelandia 7 & 8                                                 | Hilary | Versione originale                                  |
| 2006 | Fivelandia 7 & 8                                                 | Denny  | Versione originale                                  |
| 2006 | Fivelandia 6                                                     | Hilary | Versione originale                                  |
| 2006 | Fivelandia 7                                                     | Hilary | Versione originale                                  |
| 2006 | Fivelandia 7                                                     | Denny  | Versione originale                                  |
| 2012 | 30 e poi... - Parte prima                                        | Hilary | Versione originale                                  |
| 2015 | Cristina D'Avena e i tuoi amici in TV Collection                 | Hilary | Versione originale                                  |
| 2015 | Cristina D'Avena e i tuoi amici in TV Collection                 | Denny  | Versione originale                                  |
| 2018 | Le più belle sigle TV di Bim Bum Bam                             | Hilary | Versione originale                                  |
| 2019 | Fivelandia Reloaded - Volume 6                                   | Hilary | Versione originale                                  |
| 2019 | Fivelandia Reloaded - Volume 7                                   | Hilary | Versione originale                                  |
| 2019 | Fivelandia Reloaded - Volume 7                                   | Denny  | Versione originale                                  |